# Olympische Sommerspiele 2004/Teilnehmer (Zentralafrikanische Republik)
| Gelbes Symbol für Goldmedaillen mit stilisierten Olympischen Ringen | Graues Symbol für Silbermedaillen mit stilisierten Olympischen Ringen | Braundes Symbol für Bronzemedaillen mit stilisierten Olympischen Ringen |
| ------------------------------------------------------------------- | --------------------------------------------------------------------- | ----------------------------------------------------------------------- |
| —                                                                   | —                                                                     | —                                                                       |

Die Zentralafrikanische Republik nahm an den Olympischen Sommerspielen 2004 in der griechischen Hauptstadt Athen mit vier Sportlern, zwei Frauen und zwei Männern, teil.

## Teilnehmer nach Sportarten

### Judo
- Bertille Ali
Frauen bis 48 kg: 1. Runde

### Leichtathletik
- Maria-Joëlle Conjungo
100 Meter Hürden Frauen: Vorläufe

- Ernest Ndjissipou
Marathon Männer: 44. Platz

### Taekwondo
- Bertrand Gbongou Liango
Männer bis 68 kg: 1. Runde